# Konstanty Marszewski
Konstanty (Konstantyn) Marszewski herbu Jastrzębiec (ur. ok. 1653, zm. 17 sierpnia 1736 w Brodach) – kasztelan przemęcki (1729-1736) i senator I Rzeczypospolitej (1729-1736).
Był dziedzicem Pakosławia i Bródek.
Został pochowany 28 sierpnia 1736 w kościele franciszkańskim w Woźnikach.